# Újpest Football Club 1927-1928
Questa voce raccoglie le informazioni riguardanti l'Újpest Football Club nelle competizioni ufficiali della stagione 1927-1928.

## Avvenimenti
L'Újpest conclude il campionato al terzo posto. Partecipa anche alla Coppa Mitropa uscendo subito dal torneo contro lo Slavia Praga (6-2).

## Rosa
| N. |                     | Ruolo | Calciatore       |
| -- | ------------------- | ----- | ---------------- |
|    | Ungheria (bandiera) | P     | Mihály Beneda    |
|    | Ungheria (bandiera) | P     | Rezső Szulik     |
|    | Ungheria (bandiera) | P     | László Bácsay    |
|    | Ungheria (bandiera) | D     | József Fogl      |
|    | Ungheria (bandiera) | D     | Károly Fogl      |
|    | Ungheria (bandiera) | D     | László Sternberg |
|    | Ungheria (bandiera) | C     | Lajos Lutz       |
|    | Ungheria (bandiera) | C     | József Lutz      |
|    | Ungheria (bandiera) | C     | Ferenc Borsányi  |
|    | Ungheria (bandiera) | C     | Lajos Buza       |
|    | Ungheria (bandiera) | C     | József Péter     |

| N. |                     | Ruolo | Calciatore      |  |
| -- | ------------------- | ----- | --------------- |  |
|    | Ungheria (bandiera) | C     | József Víg      |  |
|    | Ungheria (bandiera) | C     | Mihály Száger   |  |
|    | Ungheria (bandiera) | C     | János Víg       |  |
|    | Romania (bandiera)  | A     | István Avar     |  |
|    | Romania (bandiera)  | A     | József Schaller |  |
|    | Ungheria (bandiera) | A     | Albert Ströck   |  |
|    | Ungheria (bandiera) | A     | Pál Jávor       |  |
|    | Ungheria (bandiera) | A     | Gábor Szabó     |  |
|    | Ungheria (bandiera) | A     | Illés Spitz     |  |
|    | Ungheria (bandiera) | A     | József Lutz     |  |
|    | Ungheria (bandiera) | A     | Vilmos Dán      |  |
|    | Ungheria (bandiera) | A     | József Ember    |  |